# Palazzo Economo
Il Palazzo Economo è uno storico edificio della città di Trieste e attuale sede del Ministero per i beni e le attività culturali e per il turismo del Friuli-Venezia Giulia.

## Storia
Palazzo Economo fu progettato e realizzato nel 1891 dall'architetto Giovanni Scalmanini su commissione del mercante di origine greca Giovanni Economo (1834-1921), quando, elevato a barone decise consacrare la propria preminenza sociale attraverso l’edificazione di una dimora degna del prestigio acquisito. La famiglia Economo, originaria di Salonicco, nel 1872 si trasferì a Trieste, Giovanni Andrea Economo e il fratello Demetrio Andrea Economo acquisirono l’area dove oggi sorge il palazzo nel 1884 da Enrico Reiter. I progetti presentati per l’edificio ad opera di Giovanni Scalmanini (1830-1905), architetto formatosi presso l’Accademia di Architettura di Venezia, furono tre, datati 1884, 1885 e 1887. I progetti partivano dall'idea di realizzare un palazzo molto imponente e simile al vicino Palazzo Kallister. In seguito l’esecuzione, che iniziò nel 1887, fu affidata all'ingegnere Carlo Vallon.
Attorno agli anni dieci del 1900 si decise di trasformare gli uffici presenti nel palazzo in abitazioni. Al secondo piano del palazzo, ovvero al piano nobile, nel 1927 venne inserito il Salone Piemontese, di epoca barocca e abbellito con specchi alle pareti. Nel 1974 l’intero immobile venne acquistato dalla Soprintendenza del Friuli-Venezia Giulia. Oggi il palazzo è sede degli uffici periferici del MiBACT del Friuli-Venezia Giulia e, in un recente passato, in parte di esso, è stata ospitata anche la Galleria Nazionale d’Arte Antica di Trieste.

## Descrizione
La residenza degli Economo ha i caratteri tipici delle residenze mercantili di Trieste: è posizionato vicino alle Rive con i magazzini al piano terra, gli uffici al primo piano e l’abitazione al piano nobile. Acquistato dallo Stato italiano negli anni settanta, per destinarlo a sede della Soprintendenza, in evidente stato di degrado, è stato oggetto di ripristino funzionale e di restauro, nonché dotato di servizi e impianti adeguati. Il palazzo situato in Piazza Libertà non confina su nessun lato con altri edifici ed è valorizzato dalla sua posizione.
Il palazzo è articolato su tre piani, la facciata, tripartita, decorata a bugnato rustico e liscio, presenta due avancorpi, sormontati da torrette, con balconi ornati da colonne ioniche che richiamano la balconata centrale sopra il portale. Dall'elegante atrio al pianoterra, sorretto da quattro colonne ioniche, si diparte uno scalone d'onore con colonne corinzie che conduce al piano nobile. Nell'atrio, provenienti dal Caffè alla Stazione, grandi tele allegoriche formano il ciclo del Progresso, con dipinti di pittori triestini della fine dell'Ottocento, che rappresentano il commercio, l'industria, la navigazione. Il settecentesco Salone Piemontese vanta i pregiati specchi e la ricca boiserie in legno intagliato e dorato e le sovrapporte con scene mitologiche dei pittori Corrado Giaquinto, Sebastiano Conca e Maria Giovanna Clementi.